# 天主教福利尼奥教区
天主教福利尼奧教區（拉丁語：Dioecesis Fulginatensis）是天主教會在義大利的一個教區。屬佩魯賈-皮耶韋城總教區。
傳統上是由耶路撒冷的克里斯波爾多（58年殉道）開教，而教區最早有文獻記載的主教出現於487年一個宗教會議中。教區包括佩魯賈省北部和佩薩羅-烏爾比諾省南部。2006年有教友65,450人，佔轄區總人口96.3%。教區下轄三十九個堂區，有四十七名司鐸。現任教區主教為瓜爾蒂耶羅·西吉斯蒙迪。